# Stephanopyxales
Ordre
Les Stephanopyxales sont un ordre d’algues de l'embranchement des Bacillariophyta (Diatomées), et de la classe des Coscinodiscophyceae.

## Liste des familles
Selon AlgaeBase (26 juillet 2022) :
- Endictyaceae R.M.Crawford, 1990
- Hydroseraceae Nikolaev & Harwood, 2002
- Stephanopyxidaceae Nikolaev, 1984

Selon IRMNG (26 juillet 2022) :
- Endictyaceae
- Eustephaniaceae †
- Hydroseraceae Nikolaev & Harwood, 2002
- Stephanopyxidaceae Nikolaev, 1984

## Systématique
Le nom correct complet (avec auteur) de ce taxon est Stephanopyxales Nikolaev (d) & Harwood (d), 1998.